# Île Boaz
L'île Boaz, autrefois appelée île de Gate  ou île de Yates, est l'une des six principales îles des Bermudes. Elle fait partie d'une chaîne d'îles dans l'ouest du pays qui composent la paroisse de Sandys. Située entre l'île Ireland et l'île Somerset, elle est reliée à ces deux îles par des ponts. Sa côte Est fait partie de la bordure de la Grande Baie. 

## Histoire
L'île constituait une partie de la base de la Marine royale britannique. À partir de 1939, une base aéronavale royale fut implantée sur l'île. Les principales activités implantées étaient l'entretien, la réparation et le remplacement des hydravions de repérage et des hydravions à coque associés à des navires de guerre. 
Au début de la Seconde Guerre mondiale, alors qu'aucune autre unité ne pouvait remplir ce rôle, les avions de l'île de Boaz ont été utilisés pour maintenir des patrouilles aériennes anti-sous-marines. Ces avions utilisaient tous les membres d'équipage à portée de main, y compris les pilotes de l'école de pilotage des Bermudes sur l'île Darrell. Aujourd'hui, il ne reste de l'installation Fleet Air Arm qu'un hangar sur la route de la piste et deux feuillets.